# Udo Werner
Udo Werner (* 15. Dezember 1918 als Rudolf Eyrich; † 22. Dezember 1990 in Leverkusen) war ein deutscher Moderator und Entertainer, der 19 Jahre lang die Show Udo Werners Talentprobe in Köln moderierte.
Werner begann seine Karriere als Conférencier und führte schon früh öffentliche „Talentproben“ in Tanzsalons und Varietés durch, bei denen sich unbekannte Sänger vor Publikum präsentieren konnten.
Ab 1971 präsentierte er unter dem Motto „Eine Chance für junge Talente“ am Tanzbrunnen im Kölner Rheinpark Udo Werners Talentprobe. Die in der Sommersaison 14-täglich stattfindende Show wurde von Werner bis 1990 moderiert und war berüchtigt für ihr gnadenloses und schadenfrohes Publikum, das weniger überzeugende „Talente“ mit Gebrüll, unflätigen Rufen, dem Zeigen von Pappschildern mit gehässigen Aufschriften und sogar mit Eierwürfen von der Bühne zu jagen pflegte, wobei Werner dieses Treiben wohlwollend, aber fair begleitete.
Fähige Künstler konnten im Urteil der Massen aber durchaus bestehen, und Stars wie Mary Roos, Ingrid Peters oder Nicole können auf erfolgreiche Auftritte in Udo Werners Talentprobe am Beginn ihrer Karriere zurückblicken.
Auch der Nachfolger Udo Werners, dessen Show weitere 25 Jahre als Linus’ Talentprobe das Konzept fortsetzte, war einst bei ihm aufgetreten.
In der Dokumentation „Talentprobe“ porträtierte Peter Goedel im Jahr 1979 Udo Werner, sein Publikum und einige der auftretenden Talente.